# Marattiales
Marattiales er en orden af tropiske Bregner, med kun én familie Marattiaceae. Den botaniske systematik omkring gruppen er her lavet i overensstemmelse med ITIS.
Disse bregner har som regel kraftige, kødfulde rodstængler og har de største blade af alle bregner – op til 10 m lange. Flere arter er spiselige, og blev bl.a. dyrket og brugt som mad til slaver på tropiske plantager.
Marattiales divergerede fra de andre bregner på et tidligt tidspunkt i historien, og afviger på mange måder fra planter som vi kender dem i det tempererede område. Ligesom Slangetunge-ordenen er de eusporangiate, dvs. sporehusene dannes med udgangspunkt i flere celler og producerer et meget stort antal sporer.
Marattiales har fire nulevende slægter, men en lang forhistorie med adskillige nu uddøde slægter. De forekommer i de fleste tropiske områder; nogle arter er i tilbagegang eller ligefrem truede, mens andre betragtes som aggressivt udkrudt.
Nyere studier antyder et nært slægtskab med Padderokplanterne.
| Familier |

- Marattiaceae

| Portal | Portal:Botanik |

| Botanik | Spire Denne botanikartikel er en spire som bør udbygges. Du er velkommen til at hjælpe Wikipedia ved at udvide den. |